# Jaromír Vlk
Jaromír Vlk (* 4. März 1949 in Teplice nad Bečvou) ist ein ehemaliger tschechoslowakischer Kugelstoßer.
Bei den Olympischen Spielen 1972 in München wurde er Neunter. 1973 gewann er Bronze bei den Halleneuropameisterschaften in Rotterdam, und 1974 wurde er Sechster bei den Halleneuropameisterschaften in Göteborg. Ebenfalls Sechster wurde er bei den Europameisterschaften 1978 in Prag. 1980 gewann er Silber bei den Halleneuropameisterschaften in Sindelfingen und wurde Siebter bei den Olympischen Spielen in Moskau. Viermal wurde er tschechoslowakischer Meister im Freien (1974, 1977, 1978, 1980) und einmal in der Halle (1980).

## Persönliche Bestleistungen
- Kugelstoßen: 20,53 m, 24. Mai, 1980, Prag
  - Halle: 20,19 m, 2. März 1980, Sindelfingen